# NGC 4030
NGC 4030是一個室女座宏偉的螺旋星系，距離地球約6400萬光年。它是NGC 4030群的成員，該星系群又是室女座II群的成員，室女座II群是由室女座超星系團南部邊緣延伸出來的一系列星系和星系團。
NGC 4030星系視星等為 10.6等，用小型望遠鏡可以看到，NGC 4030星系寬度為3角分，位於右執法東南約 4.75°處。NGC 4030星系與地球視線的傾斜角為47.1°，遠離速度為1,465公里/秒。

## 外部連結
- 维基共享资源上的相關多媒體資源：NGC 4030